# نیلی ادواردز
نیلی ادواردز (انگلیسی: Neely Edwards؛ ‏ ۱۶ سپتامبر ۱۸۸۳ – ۱۰ ژوئیهٔ ۱۹۶۵) بازیگر اهل ایالات متحده آمریکا بود.
از فیلم‌هایی که وی در آن‌ها نقش داشته‌است، می‌توان به میلیون‌ها دلار بروستر، بازیگران مشتاق و دینامیت اشاره نمود.